# No Way Out 2003
No Way Out 2003 è stata la quinta edizione dell'omonimo pay-per-view prodotto dalla World Wrestling Entertainment. L'evento si è svolto il 23 febbraio 2003 al Centre Bell nella città di Montréal in Canada.

## Storyline
Nell'episodio di SmackDown! del 23 gennaio, la General manager di SmackDown! Stephanie McMahon annunciò il ritorno di Hulk Hogan in WWE. Al momento del ritorno di Hogan, Mr. McMahon si presentò sul ring e lo insultò, ciò scaturì la furia di Hogan che attaccò McMahon, sfidandolo ad un match. Il Chairman della WWE accettò, ma invece che ufficializzare il loro match, ufficializzò un match tra Hogan ed il suo rappresentante, ossia The Rock, a No Way Out. Nelle successive puntate di SmackDown! sia Hogan che Rock fecero dei promo, ricordando anche il loro match avvenuto nellaprecedente edizione di WrestleMania. Nella puntata di SmackDown! del 20 febbraio, The Rock provò a stringere la mano ad Hulk Hogan in segno di rispetto, Hogan si fidò, ma al momento della stretta di mano, Rock gli sputò in faccia.
Alla Royal Rumble, Kurt Angle sconfisse Chris Benoit mantenendo il WWE Championship, mentre Brock Lesnar vinse il Royal Rumble match, eliminando per ultimo The Undertaker, guadagnandosi un'opportunità titolata al WWE Championship di Angle a WrestleMania XIX. Nell'episodio di SmackDown! del 30 gennaio, il World's Greatest Tag Team (Charlie Haas e Shelton Benjamin) affrontò Edge e Chris Benoit in un tag team match, in cui Angle interferì in favore dei suoi protetti, facendoli vincere. La settimana successiva, Haas e Benjamin vinsero i WWE Tag Team Championship, sconfiggendo i Los Guerreros. Nella puntata di SmackDown! del 13 febbraio, Stephanie McMahon annunciò un match tra il World's Greatest Tag Team (Kurt Angle, Charlie Haas e Shelton Benjamin) ed il team formato da Lesnar, Benoit ed Edge a No Way Out. Prima dell'inizio del match di No Way Out, Edge venne assalito nel backstage e venne dichiarato impossibilitato a combattere; il match diventò un 3-on-2 Handicap match. In realtà, Edge si infortunò seriamente al collo prima dell'inizio dell'evento.
Alla Royal Rumble, Triple H perse per squalifica contro Scott Steiner e, come da regolamento, mantenne il World Heavyweight Championship. Nella seguente puntata di Raw, Steiner sconfisse Batista per squalifica a causa dell'intervento di Randy Orton e, alla fine del match, Triple H, Ric Flair, Orton e Batista attaccarono Steiner. Nella puntata di Raw del 3 febbraio, Triple H formò l'Evolution assieme a Flair, Orton e Batista. La stessa sera, Steiner sconfisse Chris Jericho, diventando il primo sfidante al titolo.

## Evento
Prima della messa in onda dell'evento, Rey Mysterio sconfisse Jamie Noble a Heat.

### Match preliminari
Il primo match dell'evento fu tra Chris Jericho e Jeff Hardy. Dopo un batti e ribatti, Hardy eseguì su Jericho il Whisper in the Wind per poi colpirlo con la Swanton Bomb. Jerichò si liberò poi dallo schienamento dopo aver appoggiato un piede sulle corde del ring. Nel finale, Hardy tentò di eseguire una seconda Swanton Bomb, ma Jericho schivò l'attacco per poi colpire Hardy con il Lionsault. Jericho applicò poi la Walls of Jericho su Hardy per forzarlo alla resa e vincere il match. Al termine del match, Shawn Michaels si presentò sul ring e colpì Jericho con la Sweet Chin Music.
Il match successivo fu quello valevole per il World Tag Team Championship tra la coppia campione Lance Storm e William Regal contro quella sfidante formata da Kane e Rob Van Dam. Durante le fasi iniziali del match, Kane e Van Dam si portarono in vantaggio dopo che Van Dam eseguì uno split legged moonsault su Regal. I campioni si portarono poi in vantaggio dopo che Storm distrasse l'arbitro permettendo, così, a Regal di lanciare Van Dam all'esterno del ring. In seguito, Van Dam riuscì a dare il cambio a Kane, il quale iniziò a dominare il match. Nel finale, Storm tirò la maschera di Kane e quest'ultimo, non riuscendo più a vedere, colpì accidentalmente Van Dam con la Chokeslam. Storm ne approfittò e schienò Van Dam per vincere l'incontro e mantenere i titoli di coppia.
Il terzo match della serata fu quello valevole per il Cruiserweight Championship tra il campione Billy Kidman e lo sfidante Matt Hardy. Il match iniziò con Kidman che eseguì una hurricanrana su Hardy. In seguito, Hardy si portò in vantaggio dopo aver lanciato Kidman contro un paletto di sostegno del ring. Verso le fasi finali del match, Kidman tentò la Shooting Star Press, ma Hardy schivò l'attacco per poi colpire Kidman con la Twist of Fate, dalla quale il campione si liberò dopo un conto di due. Nel finale, Hardy colpì Kidman con una Twist of Fate dalla terza corda del ring per poi schienarlo e conquistare il titolo.
Il match che seguì fu tra The Undertaker e Big Show. Il match iniziò all'esterno del ring, dove Big Show sollevò The Undertaker per poi lanciarlo contro un paletto di sostegno del ring. Rientrati sul ring, The Undertaker si portò in vantaggio dopo l'esecuzione di un guillotine leg drop su Big Show. Dopo che l'arbitro venne accidentalmente messo KO, The Undertaker prese una sedia d'acciaio per tentare di colpire Big Show, ma quest'ultimo contrattaccò tirando un pugno alla sedia, la quale andò a sbattere sul viso dell'American Badass. In seguito, The Undertaker riuscì a spezzare il dominio di Big Show dopo l'esecuzione di una flying clothesline e della Old School. Successivamente, A-Train e Paul Heyman provarono ad interferire in favore di Big Show, ma The Undertaker fermò l'interferenza lanciandosi addosso a Heyman e A-Train con un suicide dive. Tale distrazione permise a Big Show di colpire The Undertaker con la Chokeslam, ma l'American Badass sventò lo schienamento rinchiudendo Big Show in una triangle choke. The Undertaker fece svenire Big Show per vincere il match. Al termine del match, A-Train assalì The Undertaker per poi colpirlo con la Derailer.

### Match principali
Il quinto match fu il 3-on-2 Handicap match tra il Team Angle (il WWE Champion Kurt Angle, Charlie Haas e Shelton Benjamin) contro Brock Lesnar e Chris Benoit. Prima dell'inizio del match, Edge venne attaccato nel backstage e, dato ciò, venne annunciato che egli non era più in grado di competere in tale incontro. Il match iniziò con Benoit e Lesnar che si portarono in vantaggio nei confronti del Team Angle. In seguito, Angle si aggrappò a Lesnar permettendo, così, a Benjamin di colpire Lesnar con un superkick. Tuttavia, Lesnar riuscì a riportarsi in vantaggio dopo aver lanciato Angle contro un angolo del ring. Lesnar diede poi il cambio a Benoit, il quale iniziò a dominare il match eseguendo vari german suplex su tutti e tre i membri del Team Angle. Successivamente, il Team Angle ritornò in controllo del match dopo che Haas e Benjamin eseguirono un leapfrog stun gun ai danni di Benoit. Più avanti, Benoit tentò la Crippler Crossface su Angle, ma quest'ultimo rovesciò la manovra di sottomissione nella Ankle Lock. Lesnar ruppe la presa di Angle su Benoit per poi colpire Angle con la F-5. Nel finale, Benoit applicò la Crippler Crossface su Haas per forzarlo alla resa e vincere il match insieme a Lesnar.
Il match seguente fu quello valevole per il World Heavyweight Championship tra il campione Triple H e lo sfidante Scott Steiner. Durante il match, Triple H lottò con una fasciatura alla gamba sinistra e, approfittando di ciò, Steiner si focalizzò sull'attaccare principalmente la zona fasciata del campione. Più avanti, Triple H si portò in vantaggio dopo che l'Evolution (Ric Flair, Randy Orton e Batista) interferì in suo favore. Steiner attaccò poi Flair, Orton e Batista e l'arbitro decise, così, di bandire da bordo ring tutti e tre i membri dell'Evolution. Tale distrazione permise a Triple H di colpire Steiner al volto con il World Heavyweight Championship per poi eseguire su di lui il Pedigree per schienarlo e mantenere il titolo.
Il settimo match fu tra Eric Bischoff e Steve Austin. Prima dell'inizio del match, Bischoff offrì a Austin la possibilità di rifiutare lo scontro, ma Austin non accettò la proposta di Bischoff e lo attaccò. Bischoff uscì poi dal ring per cercare di scappare dalle grinfie di Austin, ma quest'ultimo lo fermò per poi attaccarlo ancora una volta. In seguito, Austin riportò Bischoff sul ring e lo colpì con la Stunner per poi schienarlo. Tuttavia, Austin interruppe volontariamente lo schienamento per eseguire altre due Stunner su Bischoff. Austin schienò poi Bischoff per vincere il match.
Il main event fu il match tra Hulk Hogan e The Rock. Durante il match, The Rock eseguì la Rock Bottom su Hogan per poi rinchiuderlo per due volte consecutive nella Sharpshooter. Hogan si liberò poi in entrambi i casi dopo aver toccato le corde del ring. Successivamente, The Rock prese una sedia d'acciaio per tentare di colpire Hogan, ma l'Hulkster schivò l'attacco del Great One. Più avanti, Hogan si impossessò della sedia per colpire The Rock, ma l'arbitro lo fermò consentendo, così, a The Rock di colpire Hogan con un low-blow. The Rock eseguì poi una spinebuster e il People's Elbow su Hogan, ma quest'ultimo si liberò dallo schienamento dopo un conto di due. Hogan reagì e colpì The Rock con il big boot per poi eseguire su di lui l'Atomic Leg Drop. Tuttavia, mentre l'arbitro stava per contare lo schienamento decisivo, le luci dell'arena si spensero. Dopo che le luci si riaccesero, l'arbitro (Sylvain Grenier) fu "privo di sensi" e Mr. McMahon si presentò sullo stage per distrarre Hogan. Dato ciò, l'arbitro passò la sedia a The Rock, il quale la utilizzò per colpire Hogan in volto. The Rock eseguì poi la Rock Bottom su Hogan per poi schienarlo e vincere il match. Al termine del match, McMahon e l'arbitro (Grenier) festeggiarono insieme a The Rock per la sconfitta di Hogan.

## Risultati
| #    | Incontri                                                                                | Stipulazioni                                       | Durata |
| ---- | --------------------------------------------------------------------------------------- | -------------------------------------------------- | ------ |
| Heat | Rey Mysterio ha sconfitto Jamie Noble (con Nidia)                                       | Single match                                       | 04:35  |
| 1    | Chris Jericho ha sconfitto Jeff Hardy per sottomissione                                 | Single match                                       | 12:59  |
| 2    | Lance Storm e William Regal (c) hanno sconfitto Kane e Rob Van Dam                      | Tag team match per il World Tag Team Championship  | 09:20  |
| 3    | Matt Hardy (con Shannon Moore) ha sconfitto Billy Kidman (c)                            | Single match per il WWE Cruiserweight Championship | 09:31  |
| 4    | The Undertaker ha sconfitto Big Show (con Paul Heyman) per Sottomissione Tecnica        | Single match                                       | 14:08  |
| 5    | Brock Lesnar e Chris Benoit hanno sconfitto Charlie Haas, Kurt Angle e Shelton Benjamin | Three-on-two handicap match                        | 13:19  |
| 6    | Triple H (c) (con Ric Flair) ha sconfitto Scott Steiner                                 | Single match per il World Heavyweight Championship | 13:01  |
| 7    | Steve Austin ha sconfitto Eric Bischoff                                                 | Single match                                       | 04:26  |
| 8    | The Rock ha sconfitto Hulk Hogan                                                        | Single match                                       | 12:20  |